# Фрий Стейт (стадион)
„Фрий Стейт“ (на английски: Free State Stadium), познат също заради спонсорство като „Тойота Стейдиъм“ (Toyota Stadium) и по-рано „Водаком Парк“ (Vodacom Park), е стадион в град Блумфонтейн, Република Южна Африка.
Използва се главно за ръгби и футбол. Има капацитет от 40 911 места. Стадионът е сред съоръженията на Мондиал 2010.

## Мондиал 2010
За Мондиал 2010 е добавен 2-ри етаж на главната трибуна на стадиона. Така капацитетът се увеличава от 36 538 на 40 911.
Блумфонтейн получава 221 милиона ранда за обновяване на стадиона. Въпреки че оценките за разходите са за 245 милиона ранда, градът решава да се придържа към отпуснатата им сума, която е с 24 милиона по-малко от необходимото. Работите по обновяването започват през юли 2007 г.
| Дата       | Час (UTC+2) | Отбор #1  | Рез.  | Отбор #2    | Фаза         | Публика |
| ---------- | ----------- | --------- | ----- | ----------- | ------------ | ------- |
| 14-06-2010 | 16.00       | Япония    | 1 – 0 | Камерун     | Група E      | 30 620  |
| 17-06-2010 | 16.00       | Гърция    | 2 – 1 | Нигерия     | Група B      | 31 593  |
| 20-06-2010 | 13.30       | Словакия  | 0 – 2 | Парагвай    | Група F      | 26 643  |
| 22-06-2010 | 16.00       | Франция   | 1 – 2 | Южна Африка | Група A      | 39 415  |
| 25-06-2010 | 20.30       | Швейцария | 0 – 0 | Хондурас    | Група H      | 28 042  |
| 27-06-2010 | 16.00       | Германия  | 4 – 1 | Англия      | Осминафинали | 40 510  |